# Saint-Agnan-en-Vercors
 Saint-Agnan-en-Vercors  là một xã thuộc tỉnh Drôme trong vùng Auvergne-Rhône-Alpes ở đông nam nước Pháp. Xã Saint-Agnan-en-Vercors nằm ở khu vực có độ cao 804 mét trên mực nước biển.